# Chouaib Debbih
Chouaib Debbih (Aïn M'lila, 1 de enero de 1993) es un futbolista argelino que juega en la demarcación de centrocampista para el MC Alger de la Championnat National de Première Division.

## Selección nacional
Hizo su debut con la selección de fútbol de Argelia en un partido del Campeonato Africano de Naciones de 2022 contra Libia que finalizó con un resultado de 1-0 a favor del combinado argelino tras el gol de Aymen Mahious.

## Clubes
| Club            | País    | Año       | Partidos | Goles |
| --------------- | ------- | --------- | -------- | ----- |
| AS Aïn M'lila   | Argelia | 2011-2012 |          |       |
| CA Batna        | Argelia | 2012-2015 | 59       | 0     |
| CRB Aïn Fakroun | Argelia | 2015      | 11       | 1     |
| Amal Bou Saâda  | Argelia | 2016      | 6        | 1     |
| AS Aïn M'lila   | Argelia | 2016-2018 | 25       | 7     |
| ES Setif        | Argelia | 2018-2019 | 9        | 0     |
| AS Aïn M'lila   | Argelia | 2019-2021 | 56       | 4     |
| CS Constantine  | Argelia | 2021-2022 | 25       | 3     |
| MC Alger        | Argelia | 2022-     | 13       | 2     |